# 斯夸爾斯峰
斯夸爾斯峰（英語：Squires Peak），是南極洲的山峰，位於帕爾默地，屬於普萊費爾山脈東端，美國地質調查局根據測量和美國海軍拍攝的空中照片繪入地圖，現時由南極條約體系管理。